# Жевнеров, Эдуард Станиславович
Эдуа́рд Станисла́вович Жевне́ров (бел. Эдуард Станіслававіч Жаўнераў; род. 1 ноября 1987, Могилёв) — белорусский футболист, защитник.

## Карьера

### Клубная
Профессиональную карьеру начал в могилёвском «Савите» в 2006 году. После этого сезона клуб прекратил существование, и Жевнеров перешёл в могилёвский «Днепр», где не всегда попадал в стартовый состав. В 2010 году провёл 5 матчей за «Днепр» в квалификационном раунде Лиги Европы 2010/11. В 2011 году подписал контракт с минским «Динамо». При Олеге Василенко играл в дублирующем составе. С приходом на тренерский мостик Сергея Овчинникова стал игроком основы клуба. Первую половину сезона-2012 Жевнеров провел на правах аренды в «Днепре», за который уже выступал. В середине сезона расторг контракт с «Динамо» по согласию сторон и в статусе свободного агента подписал контракт с «Белшиной». В начале 2013 года стал игроком клуба «Славия-Мозырь» сыграл несколько матчей за дублирующий состав, после чего оказался в аренде в «Витебске». Был основным центральным защитником клуба.
В марте 2014 года подписал контракт с брестским «Динамо», где летом того же года закрепился в центре обороны. В феврале 2015 года продлил контракт с брестчанами. В сезоне 2015 оставался основным игроком динамовцев. По окончании сезона покинул клуб.
В 2016 году вновь вернулся в могилёвский «Днепр». В июле 2016 года разорвал контракт с могилевчанами и перешёл в «Белшину». В январе 2017 года, покинув Бобруйск, находился на просмотре в «Слуцке», но безуспешно.
В марте 2017 года стал игроком литовского клуба «Ионава», а в январе 2018 года вернулся в «Белшину».
В декабре 2018 года перешёл в «Смолевичи». В начале сезона 2019 стал капитаном команды. В январе 2020 года продлил контракт с клубом. В 2020 году оставался основным защитником и капитаном команды. В декабре по окончании контракта покинул «Смолевичи».
В январе 2021 года подписал контракт со «Слуцком».
В июле 2022 года перешёл в «Минск». Дебютировал за клуб 15 июля 2022 года в матче против «Гомеля», выйдя на замену на 86 минуте. В декабре 2022 года покинул клуб по истечении срока действия контракта.
В январе 2023 года футболист проходил просмотр в «Ислочи». В феврале 2023 года футболист подписал с клубом контракт на полгода. В марте 2023 года футболист покинул клуб. В марте 2023 года футболист присоединился к дзержинскому «Арсеналу».

### В сборной
За национальную сборную Беларуси сыграл 11 августа 2010 года в товарищеском матче со сборной Литвы в Каунасе (2:0).

## Достижения
«Арсенал» Дзержинск
- Победитель Первой лиги: 2023